# عيسى الحمد
عيسى أحمد الحمد المجرن، (1930 - 1997)  ، الرئيس السابق لمجلس إدارة الإتحاد الكويتي لكرة القدم ، وهو رئيس أول مجلس أولمبي كويتي.

## السيرة الرياضية
كان عضوا في مجلس الإتحاد الكويتي لكرة القدم في عام 1955 ، وترأس مجلس إدارة الإتحاد الكويتي لكرة القدم عام (1961 إلى 1967) ، كما ترأس اللجنة الأولمبية الكويتية منذ عام 1962 وحتى عام 1969 وهو شقيق كل من حمد الحمد ، وعبد العزيز الحمد، ومجرن الحمد ، وخالد الحمد ، ومحمد الحمد ، وعبد الله الحمد وأحمد الحمد.

## السيرة الذاتية
كان عيسى الحمد معلما في البعثة التعليمية في مصر في عام 1950 بوظيفة معلم للتربية البدنية ثم مفتش في وزارة التربية ومديرا لإدارة النشاط الرياضي والاجتماعي ثم وكيل مساعد لشؤون الرياضة في وزارة التربية، وفي عام 1965 انتقل إلى العمل في بلدية الكويت ثم عمل في وزارة الخارجية حيث عمل لإدارة المراسم في عام 1967 وثم مديرا للإدارة السياسية في عام 1975 ثم عمل سفير مقيم في فرنسا ومحال في الفاتيكان وبلجيكا حتى عام 1987، وبعدها عمل سفيرا ليوغسلافيا حتى عام 1991، وبعدها عمل في الديوان العام لوزارة الخارجية حتى عام 1994.

## أماكن سميت بإسمه
- تم تسمية مدرسة باسمه في عام 1997 في منطقة القادسية.[5]